# Marcin Dyl
Marcin Kazimierz Dyl (ur. 1970) – radca prawny, doktor habilitowany nauk prawnych, nauczyciel akademicki Uniwersytetu Warszawskiego, specjalista w zakresie prawa administracyjnego i postępowania administracyjnego. W latach 2005–2019 prezes zarządu Izby Zarządzających Funduszami i Aktywami w Warszawie. Obecnie partner w kancelarii Królikowski Marczuk Dyl Adwokaci i Radcowie Prawni.

## Życiorys
Ukończył studia prawnicze na Wydziale Prawa i Administracji Uniwersytetu Warszawskiego. Tam też w 2000 na podstawie napisanej pod kierunkiem Marka Wierzbowskiego rozprawy pt. Administracyjnoprawne aspekty funkcjonowania funduszy inwestycyjnych otrzymał stopień naukowy doktora nauk prawnych, natomiast w 2013 na podstawie dorobku naukowego oraz rozprawy pt. Środki nadzoru na rynku kapitałowym uzyskał stopień doktora habilitowanego nauk prawnych w zakresie prawa. Został profesorem nadzwyczajnym Uniwersytetu Warszawskiego

W 1994 podjął pracę w Komisji Papierów Wartościowych (później: Komisja Nadzoru Finansowego). Od 1997 pełnił tam funkcję wicedyrektora Departamentu Prawnego, zaś od 2000 do 2005 dyrektora Departamentu Prawnego. W 2005 został prezesem Zarządu IZFiA i pełnił tę funkcję od 1 lipca 2005 roku do końca grudnia 2019. W 2008 był członkiem Rady Giełdy Papierów Wartościowych w Warszawie. 
Zasiadał w radach nadzorczych spółek istotnych dla funkcjonowania runku kapitałowego (KGHM Polska Miedź, GPW). Prof. Dyl jest również członkiem Europejskiego Instytutu Prawa (ELI), prestiżowej organizacji zrzeszającej najlepszych europejskich prawników. Ponadto Prof. Dyl od 2018 jest członkiem Rady Legislacyjnej przy Prezesie Rady Ministrów, organu opiniodawczo-doradczego Rady Ministrów i Prezesa Rady Ministrów w sprawach dotyczących systemu prawa. Za wkład w rozwój rynku funduszy inwestycyjnych został uhonorowany tytułem – Honorowego Prezesa Izby Zarządzających Funduszami i Aktywami.